# Eric White
Eric Lance White (San Francisco, California, 30 de diciembre de 1985) es un exjugador de baloncesto estadounidense que disputó dos temporadas en la NBA, además de jugar en la CBA, la liga francesa y la Liga ACB. Con 2,03 metros de estatura, jugaba en la posición de ala-pívot.

## Trayectoria deportiva

### Universidad
Jugó durante cuatro temporadas con los Waves de la Universidad de Pepperdine, en las que promedió 14,3 puntos, 6,9 rebotes y 1,1 asistencias por partido. En sus tres últimas temporadas fue incluido en el mejor quinteto de la West Coast Conference, habiendo liderado la misma en 1985 en anotación y rebotes.

### Profesional
Fue elegido en la sexagésimo quinta posición del Draft de la NBA de 1987 por Detroit Pistons, pero fue descartado en diciembre sin haber llegado a debutar en el equipo. Tras pasar por los Mississippi Jets de la CBA, en marzo firmó un contrato por diez días con Los Angeles Clippers, renovando hasta final de temporada, con los que jugó 17 partidos en los que promedió 10,5 puntos y 3,6 rebotes.
La temporada siguiente la inició en el CB Estudiantes de la liga ACB española, pero únicamente disputó cinco partidos en los que promedió 11,8 puntos y 7,0 rebotes. Regresó entonces a su país, para jugar en la CBA hasta que en enero de 1989 fichó por diez días con los Utah Jazz, con los que únicamente dispuaría un partido. Días más tarde regresó a los Clippers, quienes le firmaron hasta final de temporada, promediando 4,3 puntos y 1,9 rebotes por partido.
Acabó su carrera de vuelta en la CBA, en los Sioux Falls Skyforce, y con un breve paso por la liga francesa.

## Estadísticas de su carrera en la NBA

### Temporada regular
| Temporada | Edad | Equipo               | Liga | P  | TIT | MIN  | TC  | TCA | %TC  | 3P  | 3PA | %3P   | TL  | TLA | %TL  | R.OF. | R.DEF. | REB | ASIS | ROB | TAP | PER | FP  | PTS  |
| 1987-88   | 22   | Los Angeles Clippers | NBA  | 17 | 4   | 20.7 | 3.9 | 7.3 | .532 | 0.1 | 0.1 | 1.000 | 2.6 | 3.4 | .789 | 1.8   | 1.8    | 3.6 | 0.5  | 0.4 | 0.2 | 1.2 | 1.9 | 10.5 |
| 1988-89   | 23   | TOTAL                | NBA  | 38 | 0   | 11.5 | 1.6 | 3.2 | .517 | 0.0 | 0.0 |       | 0.9 | 1.1 | .810 | 0.9   | 0.9    | 1.8 | 0.4  | 0.3 | 0.0 | 0.7 | 1.1 | 4.2  |
| 1988-89   | 23   | Utah Jazz            | NBA  | 1  | 0   | 2.0  | 0.0 | 1.0 | .000 | 0.0 | 0.0 |       | 0.0 | 0.0 |      | 0.0   | 0.0    | 0.0 | 0.0  | 0.0 | 0.0 | 0.0 | 1.0 | 0.0  |
| 1988-89   | 23   | Los Angeles Clippers | NBA  | 37 | 0   | 11.7 | 1.7 | 3.2 | .521 | 0.0 | 0.0 |       | 0.9 | 1.1 | .810 | 0.9   | 1.0    | 1.9 | 0.5  | 0.3 | 0.0 | 0.7 | 1.1 | 4.3  |
| Total     |      |                      | NBA  | 55 | 4   | 14.3 | 2.3 | 4.4 | .525 | 0.0 | 0.0 | 1.000 | 1.4 | 1.8 | .798 | 1.2   | 1.2    | 2.4 | 0.5  | 0.3 | 0.1 | 0.9 | 1.3 | 6.1  |